# Christilogos peregrinorum
Il Christilogos peregrinorum è un'opera in terzine dantesche (3913 versi), articolata in 15 capitoli, composta tra il 1513, sicuro termine post-quem, e il 1519 dal patrizio veneziano Pietro Contarini (1452 - 1528). 
La trama vuole delineare il percorso spirituale di quattro pastori, Emolcho, Virideo, Lucerio, Perillo, che vengono avvisati dall'arcangelo Gabriele della prossima nascita del Salvatore. La vita semplice e dimessa di questi pastori è descritta nei modi canonici della bucolica, se non che la bucolica stessa, genere longevo quanti altri mai e in gran voga nel Cinquecento, venga aspramente criticata, anzi parodiata, nelle sue forme più attente alla sola esteriorità formale. La bucolica del Contarini vuole essere solo e unicamente cristiana. Nel corso del poema però il profano avrà un grande spazio, soprattutto quando i quattro pastori si imbarcheranno per raggiungere Venezia, da cui mancavano da anni per via delle guerre, raccontate in dettaglio al navarco Bembritio e ai suoi marinai, assieme a episodi tratti dalla mitologia classica, avvenuti nei luoghi toccati durante la navigazione. 
Al termine del viaggio i pastori si scoprono per quello che sono, ovvero maschere di aristocratici veneziani. 
Bisogna rilevare la costante presenza di citazioni e imitazioni dantesche durante tutto il poema, e la ripresa ideologica del pericolo del congiungersi del pastorale e della spada: il potere temporale e quello spirituale, incarnati in quel momento dall'odiato Giulio II, un papa guerriero che animò la coalizione antiveneziana di Cambrai.